# لوروا بلنت
لوروا بلنت (بالإنجليزية: Leroy Blunt)‏ هو سياسي أمريكي، ولد في 3 ديسمبر 1921، وتوفي في 21 مارس 2016. حزبياً، نشط في الحزب الجمهوري. وقد انتخب عضو مجلس نواب ولاية ميسوري.